# Zuoshi (socken i Kina, lat 27,93, long 111,46)
Zuoshi (kinesiska: 坐石, 坐石乡) är en socken i Kina. Den ligger i provinsen Hunan, i den södra delen av landet, omkring 150 kilometer väster om provinshuvudstaden Changsha. Antalet invånare är 22279. Befolkningen består av 10 547 kvinnor och 11 732 män. Barn under 15 år utgör 22,0 %, vuxna 15-64 år 65 %, och äldre över 65 år 11,0 %.
Genomsnittlig årsnederbörd är 1 668 millimeter. Den regnigaste månaden är maj, med i genomsnitt 267 mm nederbörd, och den torraste är oktober, med 52 mm nederbörd.